# Senotainia nigeriensis
Senotainia nigeriensis är en tvåvingeart som beskrevs av Zumpt 1970. Senotainia nigeriensis ingår i släktet Senotainia och familjen köttflugor.
Artens utbredningsområde är Nigeria. Inga underarter finns listade i Catalogue of Life.